# Arenivaga apacha
Arenivaga apacha (лат.) — вид песчаных тараканов-черепашек рода Arenivaga из семейства Corydiidae (или Polyphagidae). Обнаружены в Северной Америке: США, штат Аризона.

## Описание
Среднего размера тараканы овально-вытянутой формы: длина тела от 16 до 23 мм; ширина тела (GW) около 1 см; ширина пронотума (PW) около 6 мм; длина пронотума (PL) около 4 мм. Соотношение длины тела к его наибольшей ширине у голотипа = TL/GW 2,15. Основная окраска оранжево-коричневая (песчаная). Имеют по 2 коготка на лапках. Ноги средней и задней пары покрыты шипиками. Вид Arenivaga apacha можно диагностировать по строению гениталий: направленным вперёд и назад шипам, по одному на каждом конце медиального края правого дорсального фалломера. Также имеется заметный шип на правом вентральном фалломере. Два оцеллия на голове крупные, яйцевидные и выступающие (0,35 × 0,25 мм); темя коричневое, с небольшими гребнями между вершинами глаз и простирающимися на глазничные бугорки; межглазничное пространство вогнутое, средне-коричневое. Лоб светло-коричневый, вогнутый, с отдельными очень длинными волосками; ограничен с обеих сторон гребнями, простирающимися от внутренней вершины оцеллий наружу до боковых краев наличника. Передняя часть лоба светло-коричневая, луковицеобразная; клипеальный шов демаркирует светло-коричневый антеклипеус.
Пронотум полупрозрачный восково-бежевый, часто только вдоль переднего края в зависимости от экземпляра, остальная часть пронотума средне-оранжево-коричневая; оранжево-коричневые волоски разной длины вдоль переднего края; дорсальная поверхность пронотума покрыта короткими оранжево-коричневыми волосками; пронотальный рисунок «panther face» («морда пантеры») от светло-коричневого до всех оттенков оранжево-коричневого и коричневого со многими оттенками; детали варьируются от четких до неразличимых. Ноги и тело светло-оранжево-коричневые; субгенитальная пластинка светло-оранжево-коричневая; асимметричная с выемкой заднего края и округлыми вершинами. Крылья выходят за вершину брюшка (до ~40 % общей длины крыла); темно-оранжево-коричневые плотно пятнистые; большинство экземпляров с тёмно-коричневыми или оранжево-коричневыми плотно пятнистыми крыльями; единичные экземпляры светлые или очень тёмные, или с равномерной окраской; поверхность непрозрачная и матовая.
Обитают в песчаной почве. Роют норки в холмиках кенгуровых крыс (Dipodomys ). Питаются, предположительно, как и другие виды своего рода, микоризными грибами, листовым детритом пустынных кустарников и семенами, собранными млекопитающими. В надземных условиях живут только крылатые самцы (отличаются ярко выраженным половым диморфизмом: самки рода Arenivaga бескрылые, внешне напоминают мокриц). В юго-восточной Аризоне Arenivaga apacha является постоянным обитателем курганов кенгуровой крысы (Dipodomys spectabilis) и строит микросреду небольших норок («полок») внутри основной норы крысы. Мини-норы плотно набиты травами, которые крыса перетащила в основную нору для использования в качестве гнездового материала. Несмотря на то, что норы грызунов простираются гораздо глубже, большинство тараканов были найдены на глубине 30—45 см ниже поверхности песка. Температура поверхности достигала 60 °C, температура в норах достигала 48 °C, но температура в заросших травой тараканьих полках в среднем составляла всего 16,5 °C. Влажность в норах достигала 20 %, но на полках тараканов постоянно оставались почти насыщенными влагой; самым низким показателем был 91 %. Условия внутри норы позвоночных были почти такими же суровыми, как и в открытой пустыне, и были сделаны терпимыми только благодаря изменениям в микросреде созданными тараканами; насекомые погибали за 3 — 5 минут, если подвергались воздействию температуры выше 40 °C. Эти тараканы питаются хранящимися семенами своего хозяина. По мнению исследователей гнёзд тараканов калифорнийских энтомологов Аллена и Жаклин Коэнов «…с этим запасом пищей, доступной в течение всего года, и очень стабильными условиями окружающей среды, тараканы имеют идеальный оазис посреди суровой пустыни» (Cohen and Cohen, 1976).
Arenivaga apacha в норах кенгуровых крыс в Аризоне можно найти гнездящимися среди семян юкки (Yucca), эфедры (Ephedra), лебеды (Atriplex) и трав, которые они выгребают из запасов, собранных и хранимых грызуном-хозяином. «Наше подозрение, что тараканы собирают и хранят провизию, подтвердилось, когда мы увидели, как тараканы переносят сухой собачий корм и семена кунжута, рассыпанные поверх аквариумного грунта, в небольшие тайники под землей» (Cohen and Cohen 1976).
При этом тараканы активно изменяют свою среду обитания. Arenivaga apacha внутри нор кенгуровых крыс строят небольшие жилые помещения, выложенные материалом гнезда хозяина. Почва, связанная с этими пространствами, имеет необычайно тонкую текстуру, поскольку тараканы обрабатывают почву своими ротовыми органами, уменьшая комки размером с гравий до мелкого песка и ила.
Вид был впервые описан в 1893 году швейцарским энтомологом Анри де Соссюром (1829—1905) под названием Homoeogamia apacha Saussure, 1893. В 1917 году американский энтомолог Морган Хебард (1887—1946) перенес его в состав рода Arenivaga, а валидный статус вида подтверждён в ходе ревизии, проведённой в 2014 году американским энтомологом Хейди Хопкинсом (Heidi Hopkins).